# École nationale des eaux et forêts de Mbalmayo
L'École Nationale des Eaux et Forêts de Mbalmayo au Cameroun est une grande école de formation et de perfectionnement des agents chargés de la gestion des espaces aquatiques et des forets. Fondée en 1949, elle est située à Mbalmayo, chef-lieu du département du Nyong-et-So'o, dans la région du Centre.

## Enseignements

### Formation initiale sur concours

#### Concours
| Cycle | Matières |
|       |          |
|       |          |